# وزارة المالية (منغوليا)
وزارة المالية (بالمنغوليَّة: Сангийн яам) هي وزارة ضمن الحكومة المنغوليَّة، والمسؤولة عن إدارة المالية العامة في منغوليا.
وزير المالية الحالي هو بولدين جافلان منذ توليه المنصب في 29 يناير 2021.

## وصلات خارجية
- الموقع الرسمي لوزارة المالية المنغوليَّة